# Stephan Weiss (compositor)
Stephan Weiss   (Viena, 17 d'agost de 1899 - Zúric, 13 d'agost de 1984) va ser un compositor, músic i compositor de cinema austríac.

## Biografia
Weiss va començar la seva carrera artística als anys vint com a compositor de pop. Amb el començament de l'era del cinema sonor, també es va incorporar a composicions senceres com a música de fons per a pel·lícules de cinema. El 1932 es va iniciar una col·laboració a llarg termini amb el seu company alemany Paul Mann. El 1932, per exemple, tots dos van escriure una cançó per a la pel·lícula alemanya "Wenn die Liebe macht Mode" i l'any següent tots dos van participar en la composició de la producció de Kurt Gerron "Heut's s drauf an".
Amb l'inici del règim nazi, Weiss va tornar a Àustria. Allà es va convertir en un dels quatre compositors el 1936 que va interpretar un paper musical a la pel·lícula emigrada "Fräulein Lilli". El 1937 Weiss i la seva parella van viatjar als Estats Units amb l'esperança de tenir millors oportunitats professionals. El setembre de 1938, Weiss i Mann van proporcionar el text musical de l'obra teatral "Hellzapoppin", que es filmaria el 1941 amb un èxit aclaparador. Poc després, Weiß es va traslladar a Hollywood, on va fer petites contribucions a cançons (com ara "Vier Töchter clear up") i va continuar treballant com a compositor de cançons (per exemple, amb Mann la peça "Sentimental Me" de la pel·lícula "The Quarterback")) hauria de funcionar. Durant la Segona Guerra Mundial, Stefan Weiss va trobar feina com a escriptor musical per als curts dibuixos animats Friz Freleng. La cançó "Música, música, música" blanca hauria de ser un gran èxit als Estats Units. La cançó de Weiss "Angel in Disguise" també es va utilitzar diverses vegades en pel·lícules.

## Filmografia (composicions senceres completes)
Com a compositor de partitures de pel·lícules, tret que s'indiqui el contrari:
- 1930: Diners al carrer
- 1931: La dona flor de Lindenau
- 1931: Sona la màgia vienesa
- 1932: Quan l'amor fa moda (contribució de la cançó)
- 1933: Avui depèn
- 1936: Miss Lilli
- 1939: Es banyen quatre filles (Filles valentes, contribució de la cançó)
- 1940: The Quarterback (contribució de la cançó)